# بيتي كانترل
بيتي كانترل (بالإنجليزية: Betty Cantrell)‏ هي متسابقة ملكة الجمال وعارضة أمريكية، ولدت في 1 سبتمبر 1994 في وارنر روبينز في الولايات المتحدة.

## وصلات خارجية
- الموقع الرسمي